# Zgraf
Zgraf  je međunarodna manifestacija grafičkog dizajna i vizualnih komunikacija koja se od utemeljenja 1975. trijenalno održava u Zagrebu, u organizaciji ULUPUH-a (Hrvatske udruge likovnih umjetnika primijenjenih umjetnosti).

## Povijest Zgrafa
Inicijatori pokretanja Zgrafa 1975., bili su tadašnji agilni članovi ULUPUH-a; Bernardo Bernardi, Ivan Picelj, Nenad Pepeonik, Alfred Pal, Vladimir Straža, Fedor Kritovac, Mitja Koman, Vahid Hodžić i brojni tada mladi članovi. Zgraf je utemeljen pod visokim pokroviteljstvom Skupštine grada Zagreba i Internacionalnog savjeta udruženja grafičkih dizajnera (ICOGRADA) s ciljem da bude trijenalna međunarodna izložba 
Izložbe Zgrafa su trebale okupljati dizajnere, teoretičare i kritičare s namjerom da se propitaju temeljni problemi i položaj dizajna u suvremenom društvu. Odabirom selektora i otvorenim natječajem ZGRAF je prezentirao svjetske primjere grafičkog dizajna kako bi se pružio što širi i kvalitetniji uvid u svjetsku dizajnersku scenu, te na taj način usporedili radovi domaće produkcije. 

### Izložbe Zgrafa
- Zgraf 1,  1975.; tema: Značaj dizajna kao profesije, Umjetnički paviljon
- Zgraf 2, 1978.; tema: Odnos grafičkog dizajna i umjetnosti, Umjetnički paviljon
- Zgraf 3, 1981.; tema: ?, Umjetnički paviljon
- Zgraf 4, 1984.; tema: Digitalna tehnologija i dizajn, Umjetnički paviljon
- Zgraf 5, 1987.; tema: Važnost edukacije, Umjetnički paviljon
- Zgraf 6, 1991.; tema: ?, Muzej za umjetnost i obrt
- Zgraf 7, 1995.; tema:?,
- Zgraf 8, 1999.; tema: ?, (trebao je biti održan 1998.), Umjetnički paviljon
- Zgraf 9, 2004., tema: Dizajner i oglašavanje, Zagrebački velesajam, Paviljon 19[1]
- Zgraf 10, 2008., tema: Lokalno/Globalno, Dom hrvatskih umjetnika[2]
- Zgraf 11, 2012., tema: Danas je jučer bila budućnost[3]
- Zgraf 12, 2017., tema: Socijalne reprize, Lauba

## Vanjske poveznice
- Službene stranice Zgrafa 10  Arhivirana inačica izvorne stranice od 27. ožujka 2009. (Wayback Machine)